# Boarmia consobrinaria
Boarmia consobrinaria là một loài bướm đêm trong họ Geometridae.